# Grup de la svornostita
El grup de la svornostita és un grup de minerals format per espècies de la classe dels sulfats. Aquest grup va ser establert en el mes de gener de 2025, arrel de l'aprovació de l'svornostita-(NH₄). La creació d'aquest grup va significar el reanomenament de les espècies oldsita i svornostita a oldsita-(K) i svornostita-(K), respectivament.
El grup es troba dividit en dos subgrups: el subgrup de la svornostita i el subgrup de la rietveldita. Totes les espècies del grup cristal·litzen en el sistema ortoròmbic.

## Subgrup de la svornostita
El subgrup de la svornostita inclou tres espècies: oldsita-(K), svornostita-(K) i svornostita-(NH₄).
| Espècie           | Fórmula                    |
| ----------------- | -------------------------- |
| Oldsita-(K)       | K₂Fe²⁺[(UO₂)(SO₄)₂]₂(H₂O)₈ |
| Svornostita-(K)   | K₂Mg[(UO₂)(SO₄)₂]₂·8H₂O    |
| Svornostita-(NH₄) | (NH₄)₂Mg(UO₂)₂(SO₄)₄(H₂O)₈ |

## Subgrup de la rietveldita
El subgrup de la rietveldita inclou dues espècies: rietveldita i zincorietveldita.
| Espècie          | Fórmula             |
| ---------------- | ------------------- |
| Rietveldita      | Fe(UO₂)(SO₄)₂(H₂O)₅ |
| Zincorietveldita | Zn(UO₂)(SO₄)₂(H₂O)₅ |